# Brude II
Brude II des Pictes ou Brude mac Wid roi de Pictes de 635 à 641.
Brude mac Wid ou mac Foth est le frère et successeur de Gartnait mac Wid et le petit-fils de Nechtan nepos Uerb.
La Chronique Picte lui attribue un règne de 5 ans et les Annales d'Ulster se limitent à signaler sa mort en 641.Il aura pour successeur son frère Talorg mac Wid.

## Sources
- (en) J.P.M. Calise, Pictish Sourcebook, Documents of Medieval Legend and Dark Age History, Londres, Greenwood Press, 2002 (ISBN 0-313-32295-3)
- (en) William Arthur Cumming, The Age of the Picts, Stroud, Sutton Publishing, 1998 (ISBN 0-7509-1608-7).
- (en) William Forbes Skene Chronicles Of The Picts,Chronicles Of The Scots, And Other Early Memorials Of Scottish History. H.M General Register House Edinburgh (1867) Reprint par Kessinger Publishings's (2007)  (ISBN 1432551051).